# Vecsembükki-zsomboly
A Vecsembükki-zsomboly a világörökség részévé választott egyik barlang. A 236 m mély zsomboly Magyarország harmadik legmélyebb barlangja. Itt található Magyarország leghosszabb egybefüggő barlangaknája, amely 83 m mély. Az Aggteleki-karszt legmélyebb és tizedik leghosszabb barlangja. Magyarország fokozottan védett barlangjai közül az egyik. Bódvaszilas fokozottan védett nyolc barlangja közül az egyik.

## Leírás
Az Aggteleki Nemzeti Parkban, az Aggteleki-karszton, az Alsó-hegy fennsíkján található. A Bódvaszilas külterületén, szinte az országhatáron található aknabarlang 4–5 m széles, korláttal körbekerített bejárata 522 m tengerszint feletti magasságban nyílik. Bejáratának földrajzi elhelyezkedése látható turistatérképeken, amelyeken a barlang a barlang nevének kiírásával van jelölve.
A lezáratlan zsomboly nagy és függőleges, párhuzamosan elhelyezkedő, sokszor lefelé szélesedő aknákból áll, amelyeket szűkületek, vagy agyagos-omladékos részek osztanak fel. A 83 m mély 90-es akna mellett további mély aknák és kürtők találhatók benne. A Bejárati-akna 65 m mély, az Oldal-akna 60 m mély, a Hideg-álom 53 m mély. A Új rész majdnem 90 m-es Rom aknája 43 m magasra nyúlik fel és 46 m mélyre nyúlik le. A 90-es akna a legmélyebb egybefüggő barlangakna Magyarországon.
Triász mészkőben alakult ki. Az aknák falán gyakoriak a cseppkövek és cseppkő-kérgek, az aknák alján a nagy magasságól aláhulló vízcseppek hatására pálmafa alakú cseppkövek is láthatók. A cseppkövek színe és az alakja változatos. A széles, 3–10 méter szélességű aknákból álló rendszer viszonylag kis alapterületen, mindössze 31×21 méteren fekszik. A levegő hőmérséklete nagyon hideg. Leghidegebb pontján, körülbelül 70 méteres mélységben 3–4 °C a levegő hőmérséklete. A mélyponton mérhető hőmérséklet-emelkedés, amely 6–7 °C a geotermikus hatásnak tudható be. A barlang elöregedés stádiumában van. Bejárásához barlangjáró rutin, kötéltechnikai eszközök használata és az Aggteleki Nemzeti Park Igazgatóság engedélye szükséges. Denevérek is előfordulnak benne és ezért nyugalmi időszakukban, télen tilos látogatni.
A barlangban végzett kutatások alapján Sárváry István és Müller Pál dolgozta ki a Kessler Hubert mechanikai teóriáját elvető keletkezési elméletet, amely tisztán korróziós úton látja igazolhatónak a zsomboly kialakulását a környező kőzetet alkotó wettersteini mészkőben. Szenthe István viszont olyan kvarckavicsokat és metamorf szemcséket mutatott ki a zsomboly környezetének anyagából, amelyek nem származhattak mészkő oldási maradékából, ehelyett arra engedtek következtetni, hogy egy korábbi őskarszt felszínére vulkanikus eredetű kiszóródás képezett fedőréteget, majd a jelenlegi, karsztos folyamatok hozták ismét felszínre az őskarszt formáit. Ezt igazolja a Gádoros Miklós által, 1974-ben elvégzett sugárzásmérés is, amely során a mélypontot lezáró agyagdugó gamma-aktivitása vulkanikus eredetre enged következtetni.
A zsomboly a szlovákiai Zsámány-kút és a Kör-kút vízrendszeréhez tartozik. A bejáratán már nem jut be nagy mennyiségű víz. Aktív vízfolyás belül sincs. Egykor, a méretéből sejthetően, jelentős területű vízgyűjtő tartozhatott hozzá, de jelenleg a felszíni erózió következtében a töbör peremére került.
Az Aggteleki-karszt tizedik leghosszabb barlangja, a Baradla-barlang, a Béke-barlang, a Szabadság-barlang, a Vass Imre-barlang, a Meteor-barlang, a Kossuth-barlang, a Danca-barlang, a Szabó-pallagi-zsomboly és a Baradla Rövid-Alsó-barlang után. Bódvaszilas fokozottan védett 8 barlangja közül az egyik, a másik 7 az Almási-zsomboly, a Frank-barlang, a Kopaszgally-oldali 2. sz. víznyelőbarlang, a Kopasz-vigasz-barlang, a Meteor-barlang, a Szabó-pallagi-zsomboly és a Széki-zsomboly.
Előfordul a barlang az irodalmában 35 (Kósa 1992), Nagyvecsembükki-zsomboly (Börcsök, Elekes, Németh, Nyerges 1997), Nagyvecsembükki zsomboly (Bertalan 1976), Pongrác 5. sz. zsombolya (Kordos 1984), Pongrác 5.sz. zsombolya (Bertalan 1976), Propast na Vecsembükku (Vlk 2019), V/7 (Kósa 1964), V-24 (Kósa 1992), Vecsem-bükki-zsomboly (Kordos 1984), Vecsem-bükki zsomboly (Gonda 1982), Vecsembükki zsomboly (Bertalan 1976), Vecsembükki zsomboly lyuk (Nyerges 2003), Vecsembükk Shaft (Kordos 1977) és Vecsem-bükk Shaft (Takácsné, Eszterhás, Juhász, Kraus 1989) neveken és jelölésekkel is.

## Kutatástörténet
1911-ben Jordán Viktor kísérelte meg elérni a zsomboly alját a Jordán Károly vezette alsó-hegyi zsombolykutató expedíció során, de csak körülbelül 35 méter mélységig tudott leereszkedni. Az expedíciónak Bekey Imre Gábor is a tagja volt. Kessler Hubert 1927. április 14-én 91 méterig jutott Beliczay András, Frank István és Kiss Gyula segítségével. Ebben az évben megjelent egy Kessler Hubert által írt beszámoló a barlang kutatásáról. A publikációban közölve lett a barlang hosszmetszet térképe. A térképet Kiss Gyula rajzolta.

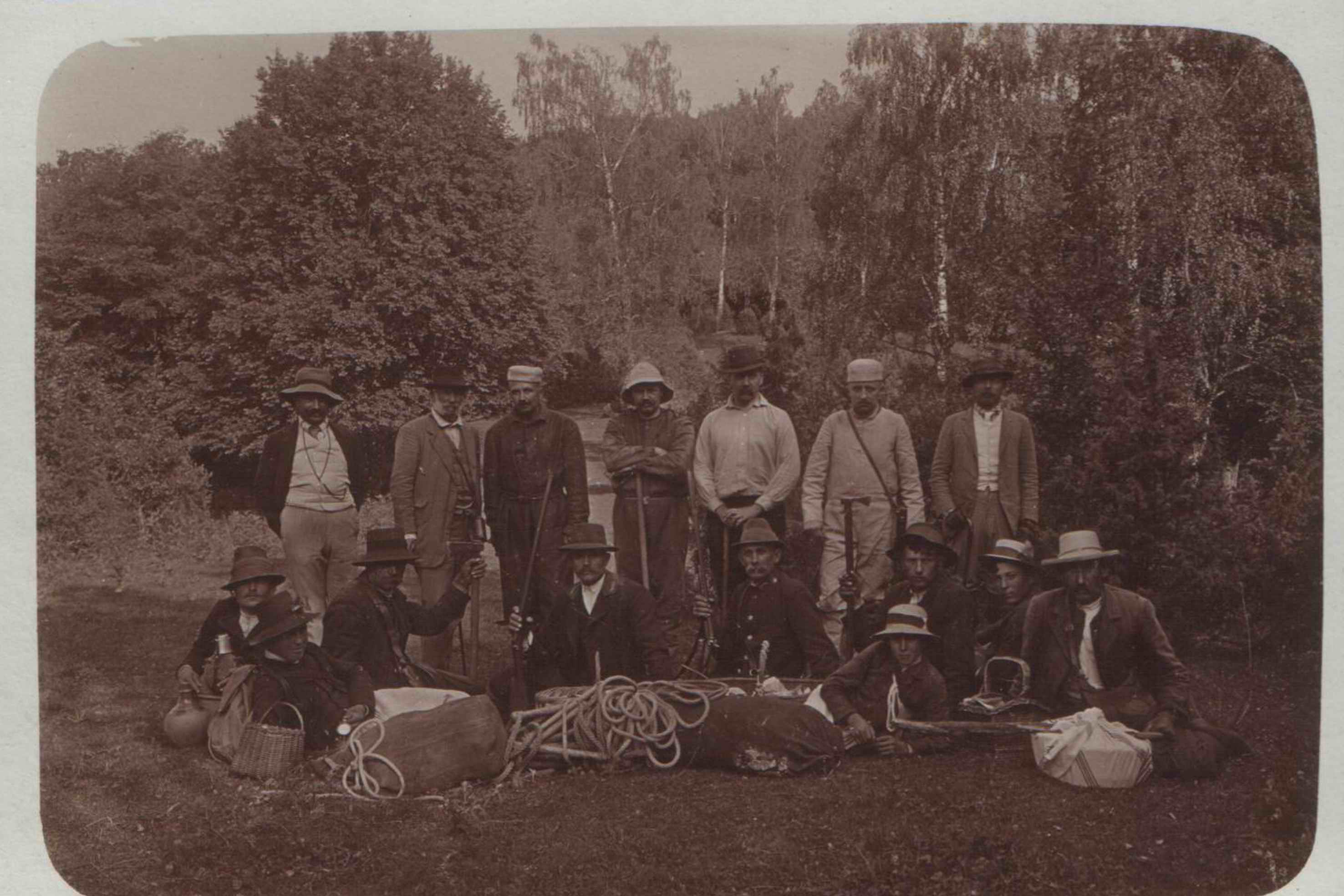
Az 1911-es expedíció tagjai Bekey Imre Gábor fényképén

1929-ben Eugenio Boegannak jelent meg egy publikációja, amely olasz nyelven íródott, és ismertetve van benne a Vecsembükki-zsomboly. A dolgozatban közölve lett a barlang Kessler Hubert által készített, de a publikációban kis mértékben átdolgozva megjelent, hosszmetszet térképe és alaprajz térképe. Az 1936-ban kiadott, Barlangok mélyén című könyvben Kessler Huberték expedíciója részletesen ismertetve van. A kiadványban látható a barlang hosszmetszet térképe és alaprajz térképe, amelyek hasonlítanak a barlang korábbi térképeihez. Az 1942-ben napvilágot látott, Barlangok mélyén című könyv második kiadásában az van leírva a barlangról és kutatásáról, valamint a barlangnak azok a térképei lettek publikálva mint az első kiadásban.
A Balázs Dénes által összeállított, 1957-ben írt kézirat szerint a zsomboly 90 m mély és 90 m hosszú. 1960-ban Kósa Attila, Nyári Tamás és Rónai Miklós felmérték a barlangot, majd a felmérés felhasználásával elkészült a barlang alaprajz térképe, két hosszmetszet térképe és két keresztmetszet térképe. 1963-ban a Vörös Meteor Barlangkutató Csoport tagjai a Vecsem-bükki kilátóhoz viszonyítva, pontosan bemérték a zsomboly bejáratának helyét. A bemérés szerint a kilátótól 325° 10' irányban, 315 m-re van a barlang bejárata. A Kósa Attila által írt, 1964-ben kiadott, A zsombolyképződés kérdéseiről című tanulmányban többször meg van említve a barlang. A publikációban lévő térképen megfigyelhető a barlang földrajzi elhelyezkedése. A tanulmány szerint a Vecsembükki-zsomboly 83 m mély. Az 1965. évi Karszt és Barlang 2. félévi számában napvilágot látott tanulmány szerint a barlang 84 m mély, ezért az Alsó-hegy harmadik legmélyebb zsombolya. Az 1966. évi Karszt és Barlang 2. félévi számában megjelent összeállítás szerint a 83 m mély Vecsembükki-zsomboly a második legmélyebb zsomboly az Alsó-hegy magyarországi részén. Egyik, 62 m mély aknája a legmélyebb egybefüggő barlangaknája az Alsó-hegy magyarországi részének.

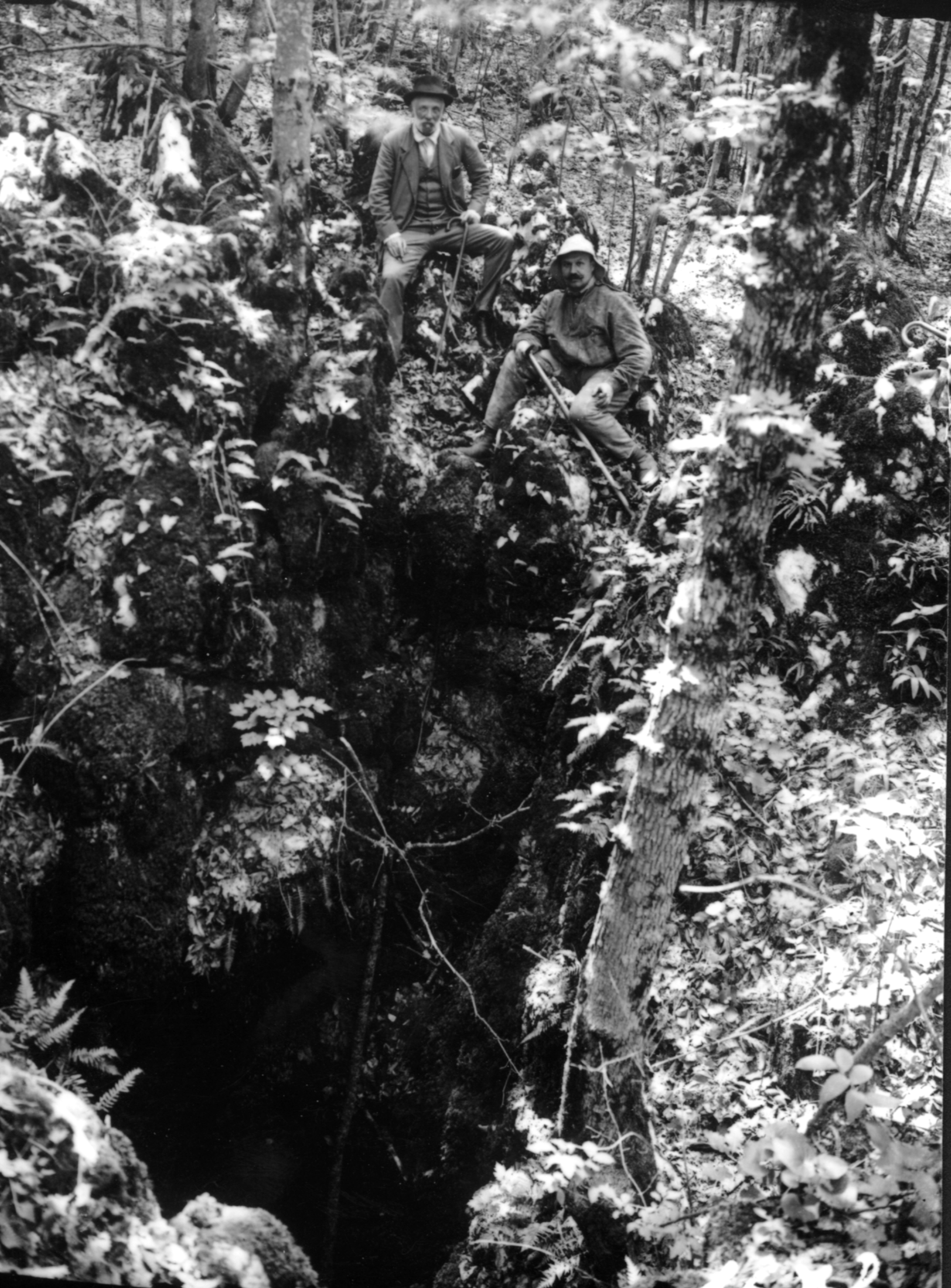
A Vecsembükki-zsomboly bejárata Bekey Imre Gábor fényképén

1969–1971-ben a Szenthe István által vezetett, a Vörös Meteor Barlangkutató Csoport által szervezett expedíció jutott le először a zsombolyban 173 m-re, majd a ma is ismert legmélyebb pontra, 236 m mélyre, az ő mérésük szerint 245 m mélyre. 1969 novemberében és 1970. május elején Berán János is részt vett a barlang kutatásában. Kessler Hubert elképzelése szerint a valódi zsombolyok a vízszintes barlangokban kialakuló gömbboltozatok folyamatos beomlása révén jönnek létre és érnek a felszínre, így a Szenthe István által vezetett expedíció azt remélte, hogy a fenék kibontásával és újabb aknák felfedezésével sikerülhet 300 méter mélységbe is lejutni, ahol elérik a karsztvíz szintjét és megtalálják a remélt, több kilométeres, vízszintes barlangot. Ez ugyan nem sikerült, de feltártak több, egymással párhuzamos aknát, amelyek néha nagyon közel vannak egymáshoz.
A zsomboly vízrendszerének feltárására 1969-ben sikertelen, majd 1970-ben sikeres konyhasós nyomjelzési kísérletet végeztek. A 2000 kg konyhasóval megjelölt víz egy nap elteltével a szlovákiai Zsámány-kútban és a Kör-kútban bukkant elő. Az 1970. évi Karszt és Barlang 1. félévi számában megjelent a barlang hosszmetszet térképvázlata. 1970 végén a 245 m mély barlang Magyarország legmélyebb barlangja. 1972-ben Walkovszky Attila vizsgálta a barlang függőleges hőmérsékleti grádiens napi menetét és kísérletet tett a barlangi sziklafal hőmérsékletének mérésére. Ezért három hőmérőt épített be a sziklafalba a zsomboly egyik, 55 m-es aknájában (valószínűleg a Bejárati-aknában). A barlang 1969 és 1974 között végzett kutatásaiban Adamkó Péter és Hegedűs Gyula is részt vettek. 1974-ben a Foton Barlangkutató Csoport elkészítette a zsomboly fénykép-dokumentációját.
1976-ban B. Klingenfuss német nyelvű beszámolójában megjelent a barlang hosszmetszet térképe és 2 keresztmetszet térképe, valamint egy rajz, amelyen a barlang bejárata látható. A Bertalan Károly által írt, 1976-ban befejezett kéziratban lévő 127. számú cédulán az olvasható, hogy az Alsó-hegyen, Bódvaszilason helyezkedik el a Vecsembükki zsomboly (V/7, Nagyvecsembükki zsomboly, Pongrác 5.sz. zsombolya). A Vecsembükk csúcsától (555 m) 325° 10'-re, 315 m-re található a barlang. A barlang nagy átmérőjű és függőleges aknabejárata 521,5 m tszf. magasságban van. A barlang 23 m hosszú és 253 m mély. Az aknabarlang függőleges kürtőkből (60 m, 90 m, 40 m és 40 m) áll. A barlang feltárásával elérhető lenne a karsztvíz szintje és a több km hosszúnak becsült vízszintes barlangrész. A kézirat barlangot ismertető része 4 publikáció alapján lett írva. A Bertalan Károly és Schőnviszky László által összeállított, 1976-ban megjelent Magyar barlangtani bibliográfia barlangnévmutatójában meg van említve az Aggteleki-karszton lévő barlang Vecsembükki-zsomboly néven. A barlangnévmutatóban fel van sorolva 21 irodalmi mű, amelyek foglalkoznak a barlanggal. Az összeállításban szereplő, 1944. évi és Strömpl Gábor által írt publikáció nem említi a barlangot.

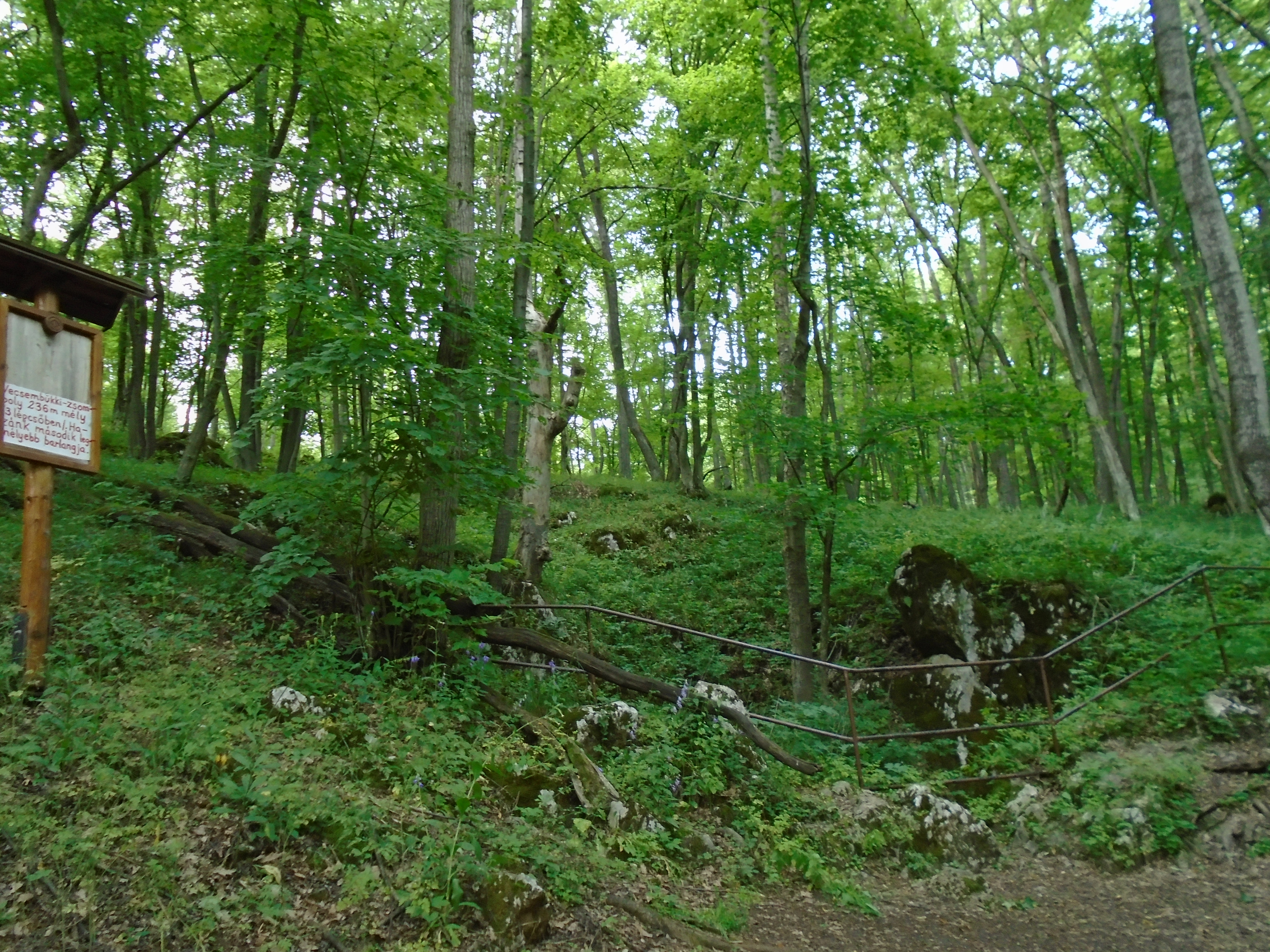
A Vecsembükki-zsomboly bejárata

1976-ban vált országos jelentőségű barlanggá az 5400-as (Aggteleki-karszt) barlangkataszteri területen lévő, bódvaszilasi Vecsembükki-zsomboly. Az 1976-ban összeállított, országos jelentőségű barlangok listájában lévő barlangnevek pontosítása után, 1977. május 30-án összeállított, országos jelentőségű barlangok listáján rajta van az Aggteleki-karszton, Bódvaszilason található barlang Vecsembükki-zsomboly néven. Az 1977. évi Karszt és Barlang angol nyelvű különszámában megjelent, The longest and deepest caves of Hungary (December 31, 1975) című közleményből megtudható, hogy az Aggteleki-karszton fekvő, 245 m mély, 250 m hosszú Vecsembükk Shaft 1975. december 31-én Magyarország legmélyebb és 43. leghosszabb barlangja. A 42. leghosszabb barlang (Ürömi-víznyelőbarlang) szintén 250 m hosszú.
Az 1977. december 31-i állapot szerint (MKBT Meghívó 1978. május) az Aggteleki-karszton lévő és 245 m mély Vecsembükki-zsomboly Magyarország legmélyebb barlangja. Az 1977. évi Karszt és Barlangban megjelent összeállítás alapján, 1977. december 31-én Magyarország 48. leghosszabb barlangja az Aggteleki-karszton elhelyezkedő, 1977. december 31-én, 1976-ban és 1975-ben kb. 250 m hosszú Vecsem-bükki-zsomboly. A 47. leghosszabb barlang (Ürömi-víznyelőbarlang) szintén kb. 250 m hosszú. Az összeállítás szerint, 1977. december 31-én Magyarország legmélyebb barlangja az Aggteleki-karszton elhelyezkedő, 1977. december 31-én, 1976-ban és 1975-ben 245 m mély Vecsem-bükki-zsomboly. Ez az összeállítás naprakészebb az 1978. májusi MKBT Meghívóban publikált listánál.
Az 1977-ben megjelent, Lénárt László által összeállított kiadványban meg van említve, hogy a Marcel Loubens Barlangkutató Csoport valamikor bejárta a barlangot. Az 1980. évi Karszt és Barlang 1. félévi számában nyilvánosságra lett hozva, hogy a kiemelt jelentőségű Vecsem-bükki-zsomboly az 5400-as barlangkataszteri területen (Gömör–Tornai-karszt és Cserehát hegység) helyezkedik el. A barlangnak 5450/4. a barlangkataszteri száma. Az MKBT Dokumentációs Bizottsága a helyszínen el fogja helyezni, a többi kiemelt jelentőségű barlanghoz hasonlóan, a barlang fémlapba ütött barlangkataszteri számát. A barlangkataszteri szám beütéséhez alapul szolgáló fémlap ugyanolyan lesz mint a többi kiemelt jelentőségű barlang fémlapja.

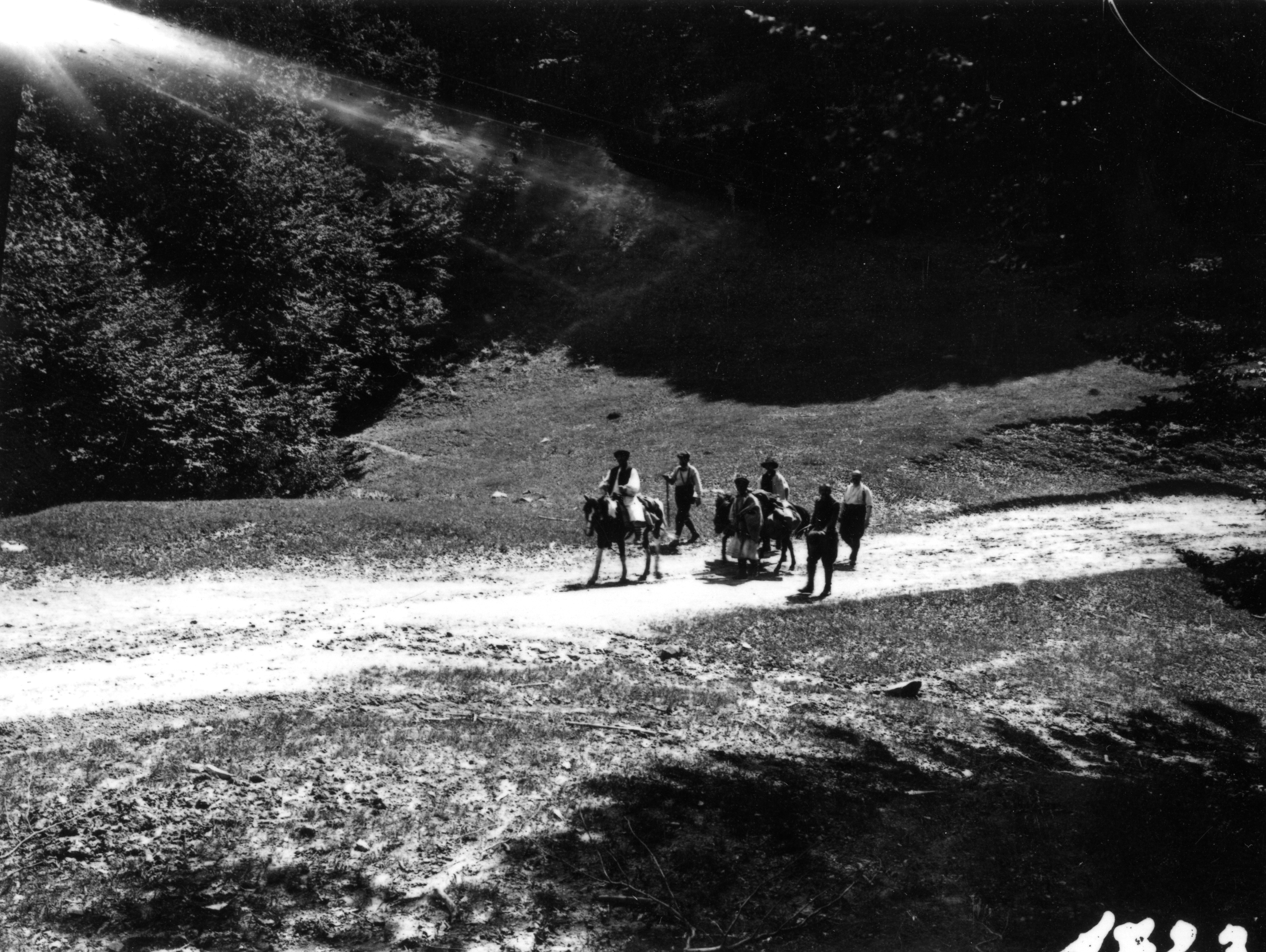
Az 1911. évi vecsembükki expedíció (a fényképet Bekey Imre Gábor készítette)

1982. július 1-től az Országos Környezet- és Természetvédelmi Hivatal elnökének 1/1982. (III. 15.) OKTH számú rendelkezése (1. §. és 3. §., illetve 5. sz. melléklet) értelmében az Aggteleki-karsztvidéken lévő Vecsem-bükki zsomboly fokozottan védett barlang. Az 1982. szeptember–októberi MKBT Műsorfüzetben meg van említve, hogy az Aggteleki-karsztvidéken található Vecsem-bükki-zsomboly fokozottan védett barlang. A felsorolásban a barlangnevek az MKBT által jóváhagyott és használt helyesírás szerint, javított formában lettek közölve. A Magyar Karszt- és Barlangkutató Társulat 1982-es Országos Vándorgyűlésén az egyik túracélpont volt.
Az 1984-ben napvilágot látott, Magyarország barlangjai című könyv országos barlanglistájában szerepel az Aggteleki-karszton lévő barlang Vecsem-bükki-zsomboly néven V/7, Nagyvecsembükki zsomboly és Pongrác 5. sz. zsombolya névváltozatokkal. A listához kapcsolódóan látható az Aggteleki-karszt és a Bükk hegység barlangjainak földrajzi elhelyezkedését bemutató 1:500 000-es méretarányú térképen a barlang földrajzi elhelyezkedése. Az 1986. évi Karszt és Barlangban megjelent bibliográfia regionális bibliográfia részében szerepel a barlang Vecsem-bükki-zsomboly néven. Az összeállítás szerint a Karszt és Barlangban publikált írások közül 6 foglalkozik a barlanggal.
Az 1987. december 31-i állapot alapján Magyarország 61. leghosszabb barlangja az 5450/4 barlangkataszteri számú, 250 m hosszú Vecsem-bükki-zsomboly. Az összeállítás szerint az 1977. évi Karszt és Barlangban közölt hosszúsági listában a barlang 250 m hosszú. Az 1987. december 31-i állapot alapján Magyarország 2. legnagyobb függőleges kiterjedésű barlangja az 5450/4 barlangkataszteri számú, 245 m függőleges kiterjedésű Vecsem-bükki-zsomboly. Az összeállítás szerint az 1977. évi Karszt és Barlangban közölt mélységi listában a barlang 245 m mély. 1988-ban, egy jósvafői kutatótábor alkalmával Juhász Márton által vezetve láttak hozzá a barlang pontosabb eszközökkel és módszerekkel való térképezéséhez, de a megkezdett munkát csak 1992-ben fejezték be a BEAC kutatói. Ők mászták ki a barlang eddig ismert összes mellékaknáját is, és az általuk mért 236 m tekinthető a barlang hivatalos mélységének. A mérés pontosabbá tételével hazánk második legmélyebb barlangja lett (a legmélyebb az István-lápai-barlang).
Az 1989. évi Karszt és Barlangban lévő, Magyarország barlangjai című összeállításban szó van arról, hogy az Alsó-hegy Magyarországhoz tartozó részén lévő kb. 50 zsomboly közül legmélyebb a Vecsembükki-zsomboly, amelynek bejárata az államhatár mellett van. A párhuzamosan húzódó, aránylag nagy átmérőjű aknák rendszeréből álló zsomboly sokáig Magyarország legmélyebb barlangja volt. Mélysége a legújabb felmérés alapján 235 m. Magyarország legnagyobb egybefüggő barlangaknája az 1969-ben felfedezett, 90 m-es középső aknája, amely cseppkövekkel van díszítve. A Szabó-pallagi-zsombolynak lejjebb van a bejárata, mint a Vecsembükki-zsombolynak.
A publikációban lévő 1. ábrán (Magyarország térkép) be van mutatva a Vecsembükki-zsomboly földrajzi elhelyezkedése. A folyóirat 1989. évi különszámában napvilágot látott ennek az utóbbi tanulmánynak az angol nyelvű változata (The caves of Hungary). Ebben a tanulmányban Vecsem-bükk Shaft a barlang neve. Az angol nyelvű tanulmányhoz mellékelve megjelent egy olyan lista, amelyben Magyarország legmélyebb barlangjai vannak felsorolva. A felsorolás szerint az Aggteleki-karszton fekvő, 235 m mély Vecsembükki-zsomboly (Vecsem-bükk Shaft) 1988-ban Magyarország második legmélyebb barlangja. (1977-ben 245 m mély volt a barlang.)

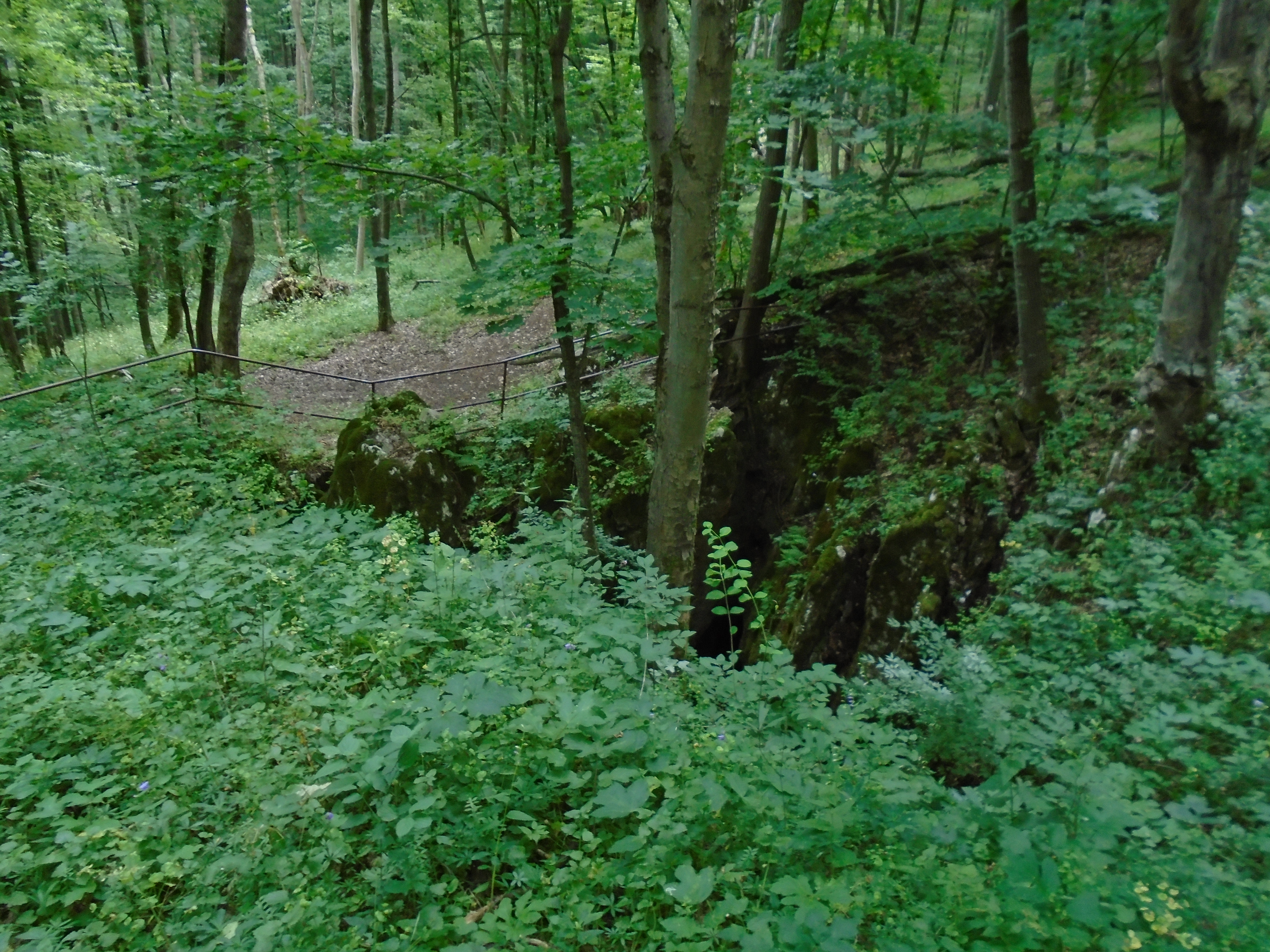
A Vecsembükki-zsomboly bejárata

Az 1992-ben kiadott, Alsó-hegyi zsombolyatlasz című könyvben publikálva lettek a barlang 1927-ben, 1929-ben, 1936-ban közölt és 1960. évi felmérésén alapuló térképei, valamint 1970-ben közölt térképvázlata és 1976-ban közölt térképei. A kiadványban lévő, az Alsó-hegy fennsíkjának magyarországi oldalát bemutató egyik térképen megfigyelhető a barlang földrajzi elhelyezkedése. Több adattal együtt fel van tüntetve 36 irodalmi mű, amelyek foglalkoznak a barlanggal. A MAFC Barlangkutató Csoport által szervezett, 1994. december 27. és 1995. január 1. között tartott nemzetközi barlangász tábor alatt az egyik túracélpont volt a zsomboly.
A barlang az Aggteleki-karszt és Szlovák-karszt többi barlangjával együtt 1995 óta a világörökség része. A Nyerges Attila által 1997-ben készített szakdolgozat szerint a 236 m mély Vecsembükki-zsomboly az Alsó-hegy magyarországi részének legmélyebb barlangja. 1998. május 14-től a környezetvédelmi és területfejlesztési miniszter 13/1998. (V. 6.) KTM rendelete szerint az Aggteleki Nemzeti Park Igazgatóság illetékességi területén található Vecsem-bükki-zsomboly az igazgatóság engedélyével látogatható. Az 1999. évi Lakatos Kupa egyik helyszíne volt. 2001. május 17-től a környezetvédelmi miniszter 13/2001. (V. 9.) KöM rendeletének értelmében az Aggteleki-karsztvidék területén lévő Vecsem-bükki zsomboly fokozottan védett barlang. Egyidejűleg a fokozottan védett barlangok körének megállapításáról szóló 1/1982. (III. 15.) OKTH rendelkezés hatályát veszti.
A 2003-ban megjelent, Magyarország fokozottan védett barlangjai című könyvben található barlangismertetésben az olvasható, hogy 521,5 m tengerszint feletti magasságban van bejárata, 900 m hosszú, 236 m függőleges kiterjedésű és 14×28 m vízszintes kiterjedésű. A könyvben lévő, Egri Csaba és Nyerges Attila által készített hosszúsági lista szerint az Aggteleki-karszton lévő és 5452-4 barlangkataszteri számú Vecsembükki-zsomboly Magyarország 32. leghosszabb barlangja 2002-ben. A 2002-ben 900 m hosszú barlang 1977-ben és 1987-ben is 250 m hosszú volt. A könyvben található, Egri Csaba és Nyerges Attila által készített mélységi lista szerint az Aggteleki-karszton lévő és 5452-4 barlangkataszteri számú Vecsembükki-zsomboly Magyarország 2. legmélyebb barlangja 2002-ben. A 2002-ben 236 m mély barlang 1977-ben és 1987-ben is 245 m mély volt.

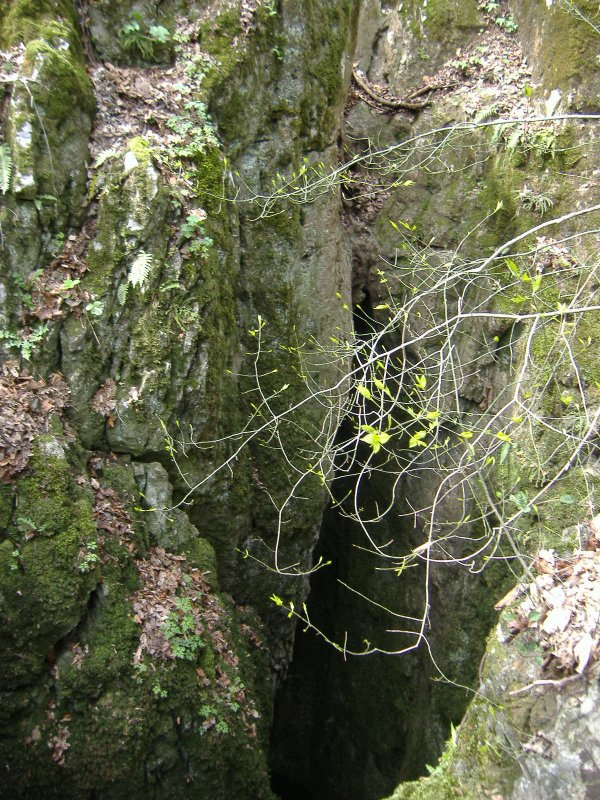
A Vecsembükki-zsomboly bejárata 2007-ben

A 2005-ben napvilágot látott, Magyar hegyisport és turista enciklopédia című kiadványban önálló szócikke van a barlangnak. A szócikk szerint a Vecsembükki-zsomboly az Aggteleki-karszton található és fokozottan védett természeti érték. Az Alsó-hegy fennsíkján, Szlovákia államhatárának közvetlen közelében, 522 m tengerszint feletti magasságban van a nagy bejárata. 900 m hosszú a triász mészkőben keletkezett barlang. A párhuzamosan húzódó, aránylag nagy keresztmetszetű aknákból álló üregrendszer a szlovákiai Kör-kút és Zsámány-forrásokhoz tartozik. Magyarország második legmélyebb barlangja. 83 m-es aknája a legnagyobb egybefüggő akna az országban. 1911-ben Jordán Viktor kísérelte meg először bejárni, de csak 35 m-ig tudott leereszkedni a zsombolyban. 1927-ben Kessler Hubert társaival 91 m mélységig járta be. 1969-ben 236 m mélységig lett feltárva. Engedéllyel és technikai eszköz alkalmazásával járható.
Hegedűs Gyula szócikkében meg van említve, hogy Hegedűs Gyula egyik jelentősebb sporteredménye a Vecsem-bükki-zsomboly feltárásában (1974) való részvétele. Adamkó Péter 1969 és 1973 között tagja volt a Vecsem-bükki-zsomboly feltárására indított nagyszabású expedícióknak. Dékány Péter szócikke szerint Dékány Péter ott volt a Vecsembükki-zsomboly kutatótáborában. Kessler Hubert szócikkében meg van említve, hogy Kessler Huberthez kapcsolódik a Vecsembükki-zsomboly első bejárása (1927). Szenthe István szócikkében meg van említve, hogy Szenthe István több kutatótábort vezetett a Vecsembükki-zsomboly feltárására. Az elsőt 1969. november 5–9. között, a másodikat 1970. április 30. és május 3. között, amikor elérték a jelenleg is rekordnak számító 236 m mélységet. A vecsem-bükki expedíciók a Vecsembükki-zsomboly feltárása miatt, több csoport összefogásával szervezett feltáró tevékenység. Az expedíciókat Szenthe István vezette. Az első expedícióval, 1969. november 5–9. között a kutatók 173 m mélyre jutottak le. A második expedícióval, 1970. április 30. és május 3. között érték el a jelenlegi 236 m mélységet. A híg agyag akadályozta meg a továbbjutást.
2005. szeptember 1-től a környezetvédelmi és vízügyi miniszter 22/2005. (VIII. 31.) KvVM rendelete szerint az Aggteleki Nemzeti Park Igazgatóság működési területén található Vecsem-bükki-zsomboly a felügyelőség engedélyével látogatható. 2005. szeptember 1-től a környezetvédelmi és vízügyi miniszter 23/2005. (VIII. 31.) KvVM rendelete szerint az Aggteleki-karsztvidéken lévő Vecsem-bükki-zsomboly fokozottan védett barlang. A 2006. évi Barlangnapon az egyik túracélpont volt.
A 2006. évi Vespertilioban közölt tanulmány szerint 2002. szeptember 10-én egy kis patkósdenevért észleltek a bódvaszilasi barlangban Boldogh Sándor, Štefan Matis és Boldogh Sándor megfigyelt 3 közönséges denevért, két közönséges késeidenevért, két nyugati piszedenevért, két barna hosszúfülű-denevért a barlangban, valamint egy nagyfülű denevért, egy vízi denevért, egy horgasszőrű denevért és egy közönséges törpedenevért a bejárat közelében. 2004. szeptember 12-én Boldogh Sándor figyelt meg a bejárat közelében 6 nagyfülű denevért, 4 hegyesorrú denevért, egy vízi denevért, két csonkafülű denevért, 4 tavi denevért, 7 horgasszőrű denevért és a barlangban 3 közönséges denevért, 8 nyugati piszedenevért, 4 barna hosszúfülű-denevért.

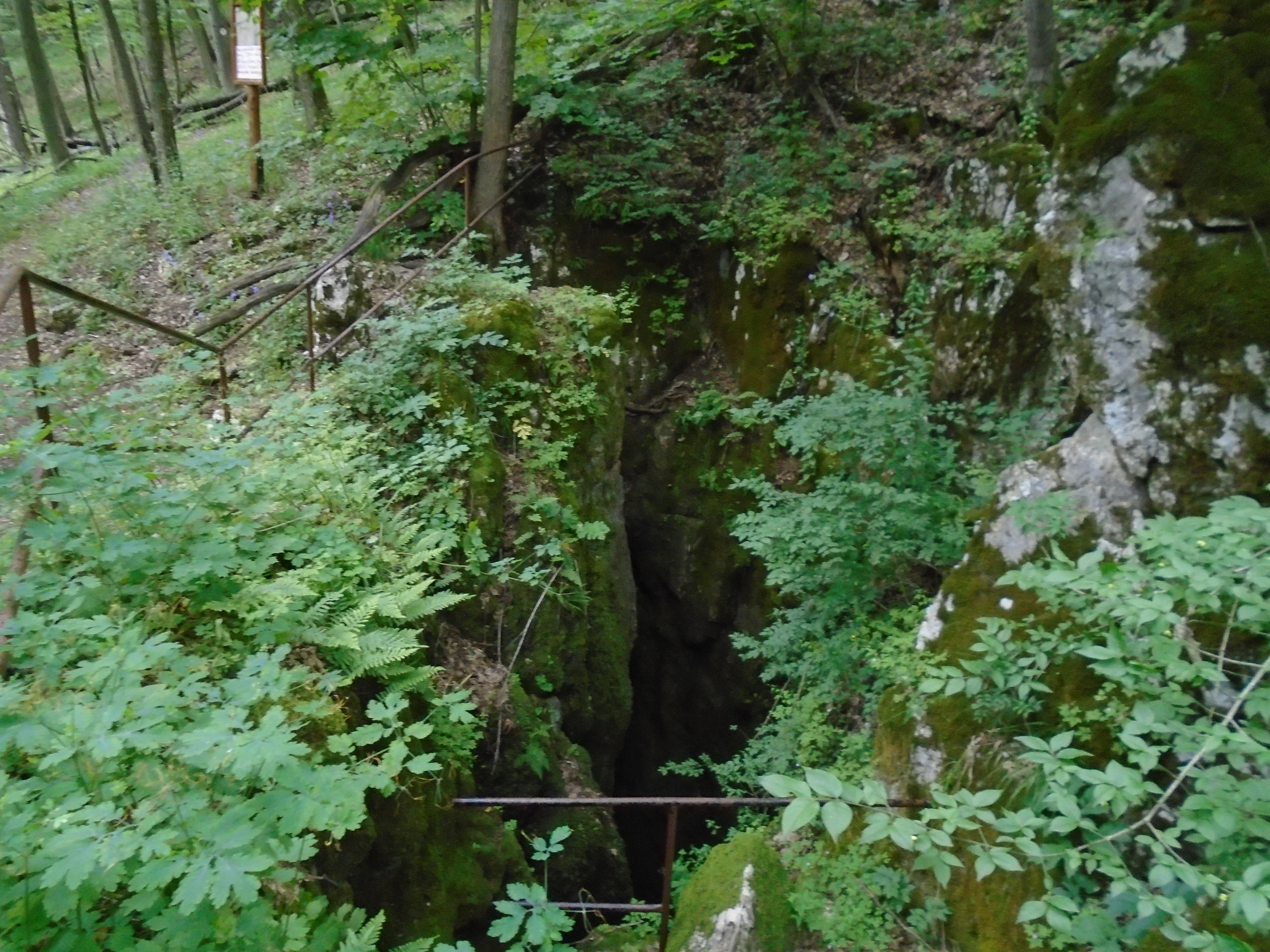
A Vecsembükki-zsomboly bejárata

2007. március 8-tól a környezetvédelmi és vízügyi miniszter 3/2007. (I. 22.) KvVM rendelete szerint az Aggteleki Nemzeti Park Igazgatóság működési területén lévő Vecsem-bükki-zsomboly az igazgatóság engedélyével tekinthető meg. A 2008. szeptember 27-én megrendezett XV. Lakatos Kupa kiadványában 236 méter mély és 900 méter hosszú barlangként szerepel. A verseny egyik lehetséges érintőpontja volt. 2013. július 19-től a vidékfejlesztési miniszter 58/2013. (VII. 11.) VM rendelete szerint a Vecsem-bükki-zsomboly (Aggteleki Nemzeti Park Igazgatóság működési területe) az igazgatóság hozzájárulásával látogatható. 2015. november 3-tól a földművelésügyi miniszter 66/2015. (X. 26.) FM rendelete szerint a Vecsem-bükki-zsomboly (Aggteleki-karsztvidék) fokozottan védett barlang. A 2017-ben rendezett 61. Barlangnapon az egyik túracélpont volt. A 2017 novemberében megjelent Földalatti Magyarország Naptár 2018 júliusi oldalán a Vecsembükki-zsomboly egyik részlete látható. A fényképet Ambrus Gergely készítette.
Az Alsó-hegy karsztjelenségeiről szóló, 2019-ben kiadott könyvben az olvasható, hogy a Vecsembükki-zsomboly (Propast na Vecsembükku, Nagyvecsembükki–zsomboly, Pongrác 5.sz-zsombolya) 900 m hosszú és 236 m mély. A barlang azonosító számai: Szlovákiában 35, Magyarországon 5452/4, egyéb V/7 és DV-35. A könyvben publikálva lett a barlang 1992-ben készített hosszmetszet térképe. A barlangot 1992-ben a BEAC mérte fel, majd 1992-ben a BEAC a felmérés alapján megrajzolta a barlang térképét. A térképet 2016-ban Luděk Vlk digitalizálta. Publikálva lett a könyvben egy színes fénykép, amelyen a barlang bejárata figyelhető meg. A kiadványhoz mellékelve lett az Alsó-hegy részletes térképe. A térképet Luděk Vlk, Mojmír Záviška, Ctirad Piskač, Jiřina Novotná, Miloš Novotný és Martin Mandel készítették. A térképen, amelyen fekete ponttal vannak jelölve a barlangok és a zsombolyok, látható a Vecsembükki-zsomboly (5452/4, 35) földrajzi elhelyezkedése. 2021. május 10-től az agrárminiszter 17/2021. (IV. 9.) AM rendelete szerint a Vecsem-bükki-zsomboly (Aggteleki Nemzeti Park Igazgatóság működési területe) az igazgatóság engedélyével látogatható. A 13/1998. (V. 6.) KTM rendelet egyidejűleg hatályát veszti.

## További irodalom
- Bekey Imre Gábor: A Vecsembükki zsombolyok. Turista Közlöny, 1914. (21. évf.) 3. sz. 34–38. old.
- Eugenio Boegan: Grotte dell'Ungheria. (Magyarország barlangjai.) Le Grotte d'Italia. 1929. 3. sz. 143–144. old.
- Cholnoky Jenő: Hegyek – völgyek. Budapest, 1940.
- Gaál István: Szép magyar tájak. Budapest, 1944. 247. old.
- Havliček, David – Vojiř, V.: Speleologický Prúzkum Dolného Vrchu. Slovensky Kras, 1984. 22. köt. 213–244. old.
- Kessler Hubert: Barlangok mélyén. Búvár, 1935. (1. évf.) 92–97. old.
- Klingenfuss, B.: Bódvaszilas 1973. Höhlenpost, 1976. 11. évf. 33. sz. 4–14. old.
- Kósa Attila: Közvetlen felszínalatti karsztos képződmények morfológiai és műszaki vonatkozású vizsgálata. Kézirat, 1969. Doktori disszertáció, Budapesti Műszaki Egyetem.
- Kósa Attila: Az Alsó-hegy zsombolyai. Barlangnapi tájékoztató. MKBT és Tektonik, 1982.
- Kunkovács L.: Expedíció a mélységbe. Képes Újság, 1970. (11. évf.) 39. sz. 15–17. old.
- Markó István: 130 m mély zsombolyt tártak fel... Sí és Hegymászósport, 1944. (1. évf.) 3. sz. 3–4. old.
- Markó István: 130 m mély zsombolyt tártak fel... Turista Értesítő, 1944. 9. (19. évf.) 71. old.
- Traser György: Springtails of the Aggtelek National Park (Hexapoda: Collembola). In: Mahunka Sándor szerk.: The fauna of the Aggtelek National Park. Akadémiai Kiadó, Budapest. 1999. 49–59. old.
- VITUKI: Az északi határmenti karsztterületek vízföldtani vizsgálata a csehszlovák féllel közösen. Témabeszámoló, 1973–1976.
- Vojiř, V.: Zpráva o stavu speleologického prúzkumu Dolného Vrchu v Jihoslovenskémkrasu, okres Rožnava, k srpnu 1966. Geobuch, 1966. Speleologicky Klub Praha.
- Vojiř, V.: Dolný Vrch, I. etapová zpráva o speleologickém prúzkumu. 1973. Speleologicky Klub Praha.
- –: Kessler Hubert... igen értékes munkát végzett a közelmúltban Aggtelek környékén. Budai Hírlap, 1933. augusztus 26.